# Адельсфан

Форма 1783

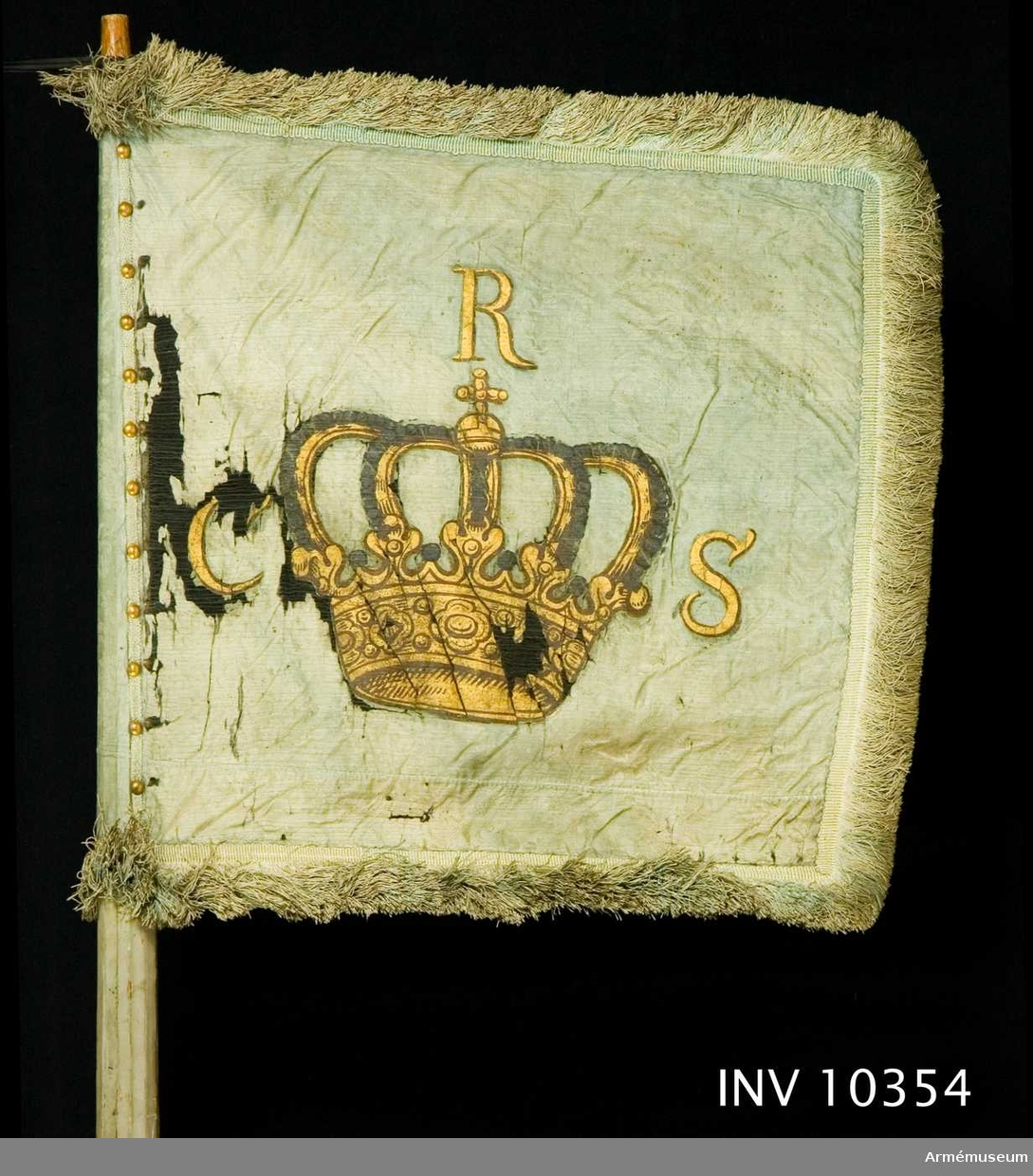
Штандарт адельсфана часів Північної війни

Адельсфан (від швед. adelsfana — дворянський прапор, дворянська хоругва) — кавалерія, з 1565 року виставлялася шведськими дворянами в силу лицарської повинності.
Згідно зі згадками в історичних джерелах, в часи короля Еріка XIV (1560—1568) існували хоругви упландського, вестерйотландського і фінського дворянства. Однак згодом склад адельсфана змінювався. У 80-х роках XVII століття в Швеції було шість ескадронів: упландський, фінський, вестйотський, зюдерманландський, эстйотський і сконський.
Адельсфан аж до 1729 року щорічно скликався на збори, але після зазначеного року збори стали проводитися раз на три роки і лише в межах окремих ленів.
При Карлі XI (1660—1697) дворянство отримало право виставляти замість себе на збори іншого воїна, таким чином лицарська служба перетворилася з особистої до поземельної. Адельсфан при Карлі XI ділився на 6 ескадронів, які налічували в загальній складності 400 чоловік в Швеції і ще 150 у Фінляндії. Однак через нехтування службою чисельність адельсфана поступово знижувалася і на зборах в 1743 року було присутньо всього 395 осіб.
Як боєздатний підрозділ шведської армії адельсфан перестав існувати вже після загибелі Карла XII в 1718 році, однак в останній раз він збирався на навчання в 1743 році. Скасований в 1809 році.

## Галерея

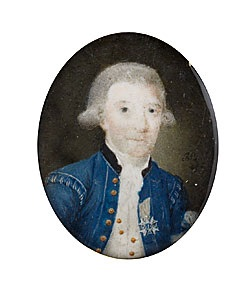
Невідомий офіцер в Адельсфанані, що носив уніформу 1779.
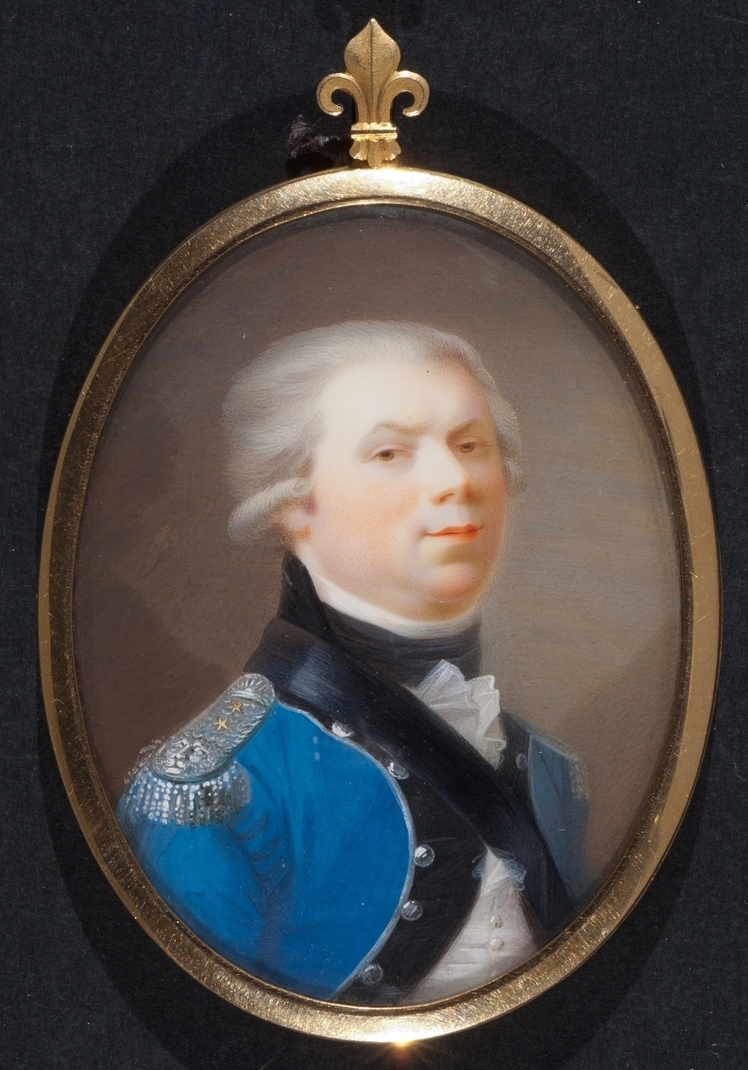
Майор Густав Адольф Лілльєхорн у полку  1792 на мініатюрі приблизно з 1797 р.
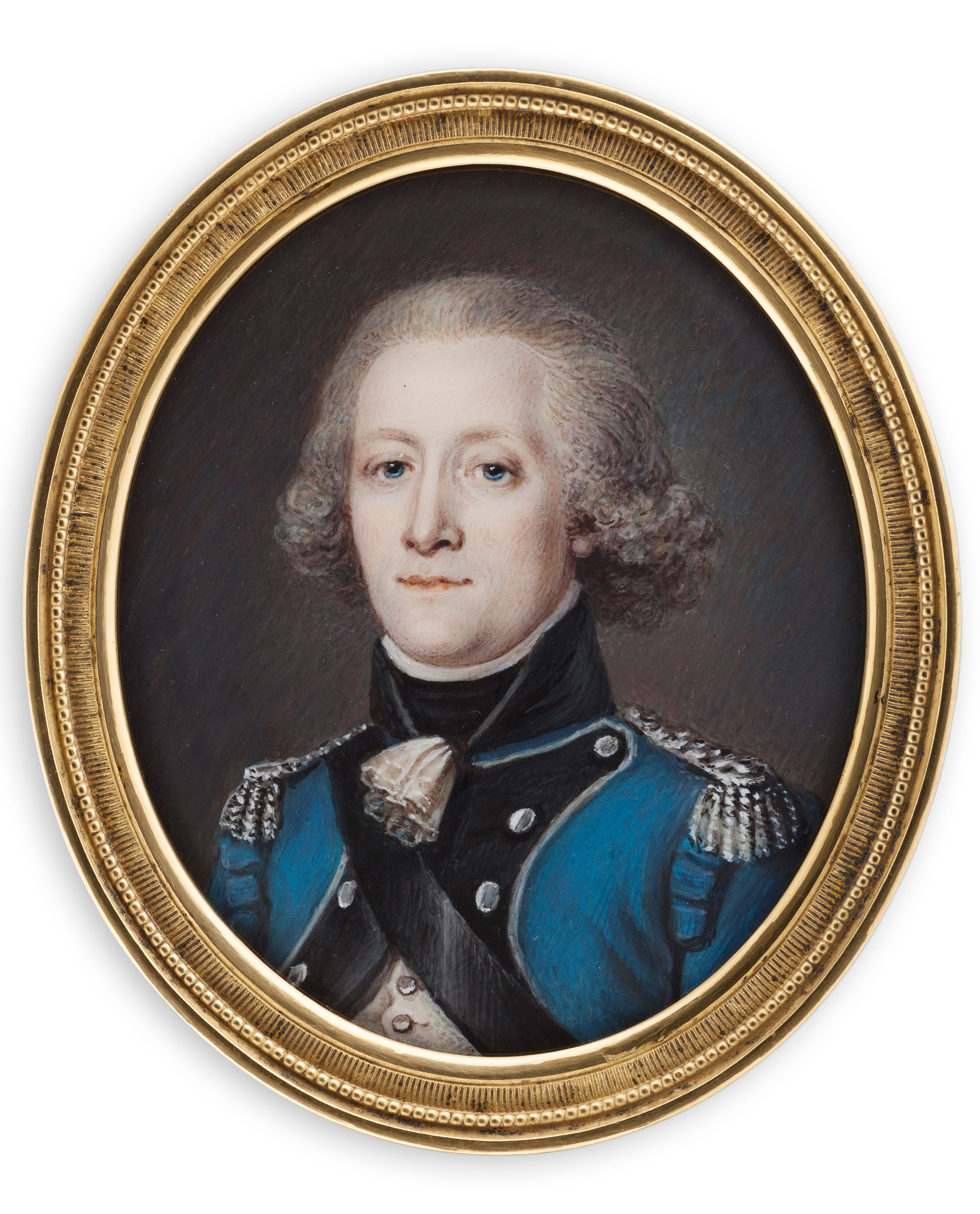
Портрет невідомого майора в уніформі полку 1792.
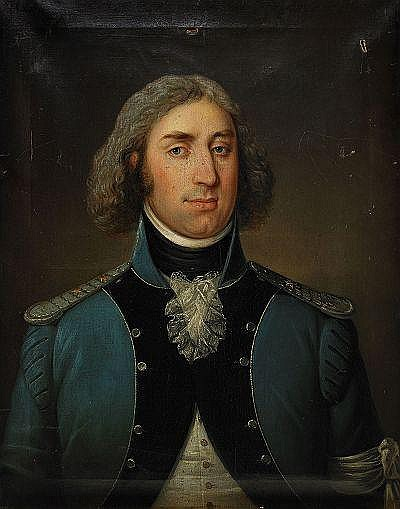
Капітан Адам Йохан Лагерберг в уніформі полку 1792. Картина приблизно з 1800 року.
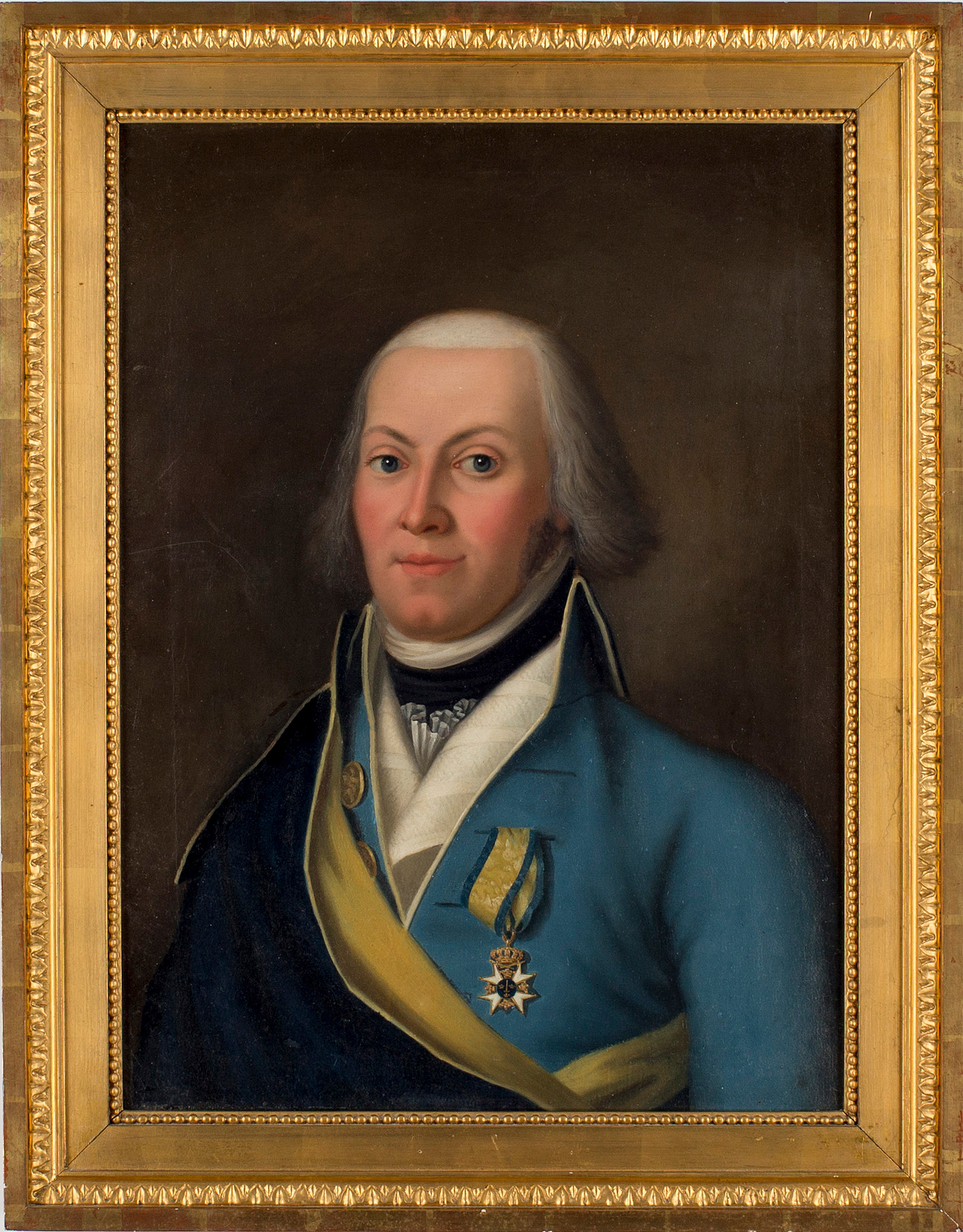
Еміль Адам фон Герттен в уніформі початку 1800-х років.